# Cratere Sharpless
Sharpless è un cratere sulla superficie di Fobos.